# Tandonia
Genre
Synonymes
- genre Aspidoporus Fitzinger, 1833[2]
- genre Macrothylacus H. Wagner, 1930[2]
- sous-genre Milax (Subamalia) Pollonera, 1887[2]
- sous-genre Milax (Tandonia) Lessona & Polloners, 1882[2]
- genre Promilax H. Wagner, 1930[2]
- genre Subamalia Pollonera, 1887[2]

Tandonia est un genre de limaces terrestres. Ce sont des mollusques gastéropodes sans coquilles de la famille des Milacidae.

## Distribution
La distribution du genre Tandonia couvre de l'Europe jusqu'en Afrique du Nord et en Asie Mineure. Le plus grand nombre d'espèces se trouvent dans les Alpes du Sud.

## Description
Le corps de la limace est allongé, jusqu'à 100 mm de longueur, et généralement avec des côtés presque parallèles.
Concernant le système reproducteur, le pénis est généralement court, l'épiphallus est long. Le pénis rétracteur s'insère à la limite entre le pénis et l'épiphallus. Les glandes accessoires du vagin (généralement plusieurs) ont des formes spécifiques et sont reliées par des canaux au vagin ou au point où le vagin pénètre l'atrium. L'atrium est petit et tubulaire, sans stimulateur à l'intérieur. La spermathèque est de taille spécifique, le canal spermathécal peut être plus long ou plus court que la spermathèque.

## Liste d'espèces
Selon World Register of Marine Species (8 août 2020) :
- Tandonia albanica (Soós, 1924)
- Tandonia bolensis De Mattia & Nardi, 2014
- Tandonia bosnensis Wiktor, 1986
- Tandonia budapestensis (Hazay, 1880)
- Tandonia cavicola (Simroth, 1916)
- Tandonia cretica (Simroth, 1885)
- Tandonia cristata (Kaleniczenko, 1851)
- Tandonia fejervaryi (Wagner, 1929)
- Tandonia jablanacensis (Wagner, 1930)
- Tandonia kaleniczenkoi Clessin, 1883
- Tandonia kusceri (Wagner, 1931)
- Tandonia macedonica (Rähle, 1974)
- Tandonia marinellii Liberto, Giglio, Colomba & Sparacio, 2012
- Tandonia melanica Wiktor, 1986
- Tandonia nigra (Pfeiffer, 1894)
- Tandonia pageti (Forcart, 1972)
- Tandonia pinteri (Wiktor, 1975)
- Tandonia piriniana Wiktor, 1983
- Tandonia rara Wiktor, 1996
- Tandonia retowskii (Böttger, 1882)
- Tandonia reuleauxi (Clessin, 1887)
- Tandonia robici (Simroth, 1885)
- Tandonia rustica (Millet, 1843) - espèce type
- Tandonia samsunensis (Forcart, 1942)
- Tandonia sapkarevi Stanković, 2005
- Tandonia serbica (Wagner, 1931)
- Tandonia simrothi (P. Hesse, 1923)
- Tandonia sowerbyi (Férussac, 1823)
- Tandonia strandi (Wagner, 1934)
- Tandonia totevi (Wiktor, 1975)

## Publication originale
- Mario Lessona, Carlo Pollonera, Monografia dei limacidi italiani (œuvre écrite), Inconnu, Turin, 1882, [lire en ligne].